# Теорема Лакса — Мільграма
Теорема Лакса — Мільграма — твердження у функціональному аналізі, що має широке застосування у теорії рівнянь в частинних похідних та числовому аналізі, зокрема при теоретичному обґрунтуванні методу скінченних елементів.

## Твердження
Нехай:
- {\displaystyle {\mathcal {H}}} є гільбертовим простором зі скалярним добутком {\displaystyle \left(\cdot ,\cdot \right)} і асоційованою нормою {\displaystyle \|\cdot \|;}
- {\displaystyle a(\cdot ,\cdot )} є білінійною формою, що є

- неперервною в {\displaystyle {\mathcal {H}}\times {\mathcal {H}}:} {\displaystyle \exists M>0:\quad \forall (u,v)\in {\mathcal {H}}^{2}\quad |a(u,v)|\leq M\cdot \|u\|\cdot \|v\|;}
- коерцивною в {\displaystyle {\mathcal {H}}} (іноді використовується термін {\displaystyle {\mathcal {H}}}-еліптичність): {\displaystyle \exists m>0:\quad \forall u\in {\mathcal {H}}\quad a(u,u)\geq m\cdot \|u\|^{2};}

- {\displaystyle \ell } є неперервною лінійною формою у {\displaystyle {\mathcal {H}}.}

Тоді існує єдиний елемент  {\displaystyle x\in {\mathcal {H}}} такий що рівність {\displaystyle a(x,y)=\ell (y)} виконується для всіх  {\displaystyle y\in {\mathcal {H}}:}
{\displaystyle \exists !x\in {\mathcal {H}}:\quad \forall y\in {\mathcal {H}}\quad a(x,y)=\ell (y).} 
причому {\displaystyle \|x\|\leq {\frac {1}{m}}\cdot \|\ell \|_{\star }}.

## Доведення
Для довільного {\displaystyle x\in {\mathcal {H}}} відображення {\displaystyle y\mapsto a(x,y)} — обмежений лінійний функціонал на {\displaystyle {\mathcal {H}}.}.
Тоді, за теоремою Ріса, існує єдиний {\displaystyle z} з {\displaystyle {\mathcal {H}}} такий, що {\displaystyle a(x,y)=(z,y)}. Будемо писати {\displaystyle z=Ax.}
{\displaystyle A} — обмежений лінійний оператор. Справді, лінійність:
{\displaystyle {\begin{aligned}(A(\lambda _{1}\cdot x_{1}+\lambda _{2}\cdot x_{2}),y)&=a(\lambda _{1}\cdot x_{1}+\lambda _{2}\cdot x_{2},y)=\\&=\lambda _{1}\cdot a(x_{1},y)+\lambda _{2}\cdot a(x_{2},y)=\\&=\lambda _{1}\cdot (Ax_{1},y)+\lambda _{2}\cdot (Ax_{2},y)=\\&=(\lambda _{1}\cdot Ax_{1}+\lambda _{2}\cdot Ax_{2},y),\end{aligned}}}
і обмеженість:
{\displaystyle \|Ax\|={\frac {\|Ax\|^{2}}{\|Ax\|}}={\frac {(Ax,Ax)}{\|Ax\|}}={\frac {a(x,Ax)}{\|Ax\|}}\leq {\frac {M\cdot \|x\|\cdot \|Ax\|}{\|Ax\|}}=M\cdot \|x\|.}
Із умови коерцивності випливає, що:
{\displaystyle \|x\|={\frac {m\cdot \|x\|^{2}}{m\cdot \|x\|}}\leq {\frac {a(x,x)}{m\cdot \|x\|}}={\frac {(Ax,x)}{m\cdot \|x\|}}\leq {\frac {\|Ax\|\cdot \|x\|}{m\cdot \|x\|}}={\frac {1}{m}}\cdot \|Ax\|.}
На основі цієї нерівності і лінійності випливає:
{\displaystyle \|Ax-Ay\|=\|A(x-y)\|\geq m\cdot \|x-y\|,}
зокрема {\displaystyle Ax\neq Ay} при {\displaystyle x\neq y.} Відповідно {\displaystyle A} є ін'єктивним відображенням. Також із цієї нерівності випливає, що образ оператора {\displaystyle A} є замкнутим. Справді, якщо y належить замиканню образу оператора, то існує послідовність {\displaystyle x_{n}\in {\mathcal {H}}} для якої {\displaystyle y=\lim _{n\to \infty }x_{n}} у нормі гільбертового простору. Тоді {\displaystyle Ax_{n}} є фундаментальною послідовністю і оскільки {\displaystyle \|Ax_{k}-Ax_{n}\|\geq m\cdot \|x_{k}-y_{n}\|,} то {\displaystyle x_{n}} теж є фундаментальною послідовністю. Із повноти гільбертового простору випливає, що {\displaystyle x_{n}} збігається до деякого {\displaystyle x\in {\mathcal {H}}} і тоді {\displaystyle y=Ax,} тобто {\displaystyle y\in {\mathcal {H}}}.
Ба більше, {\displaystyle A} — сюр'єкція, бо інакше існував би елемент {\displaystyle z} з ортогонального доповнення до (замкненого) образу {\displaystyle A.} Щоб знайти такий елемент потрібно взяти довільний {\displaystyle y\not \in Ax} і знайти {\displaystyle y_{0}\in Ax,} що є найкращим наближенням до y на образі оператора A. Згідно теорії гільбертових просторів такий {\displaystyle y_{0}} існує і єдиний, а {\displaystyle z=y-y_{0}} є ортогональним до образу оператора A. Але тоді 
{\displaystyle m\cdot \|z\|\leq a(z,z)=(Az,z)=0,}
протиріччя з {\displaystyle m>0.}
Нарешті, знову-ж таки з теореми Ріса, 
{\displaystyle \forall \ell \in {\mathcal {H}}^{*}:\quad \exists !z\in {\mathcal {H}}:\quad \forall y\in {\mathcal {H}}:\quad \ell (y)=(z,y),}
але, завдяки бієктивності {\displaystyle A}, ми можемо знайти єдиний елемент {\displaystyle x\in {\mathcal {H}}} такий, що {\displaystyle Ax=z}, а тоді 
{\displaystyle a(x,y)=(Ax,y)=(z,y)=\ell (y).}
Також згідно теореми Ріса при цьому {\displaystyle \|\ell \|_{\star }=\|Ax\|} і також {\displaystyle \|Ax\|\geq m\cdot \|x\|,} тому {\displaystyle \|x\|\leq {\frac {1}{m}}\cdot \|\ell \|_{\star }}.